# Acta Asiatica Varsoviensia
„Acta Asiatica Varsoviensia” – rocznik naukowy Zakładu Krajów Pozaeuropejskich Polskiej Akademii Nauk, od września 2010 – Instytutu Kultur Śródziemnomorskich i Orientalnych PAN. Początkowo rocznik wydawany był w języku polskim, ze streszczeniami w języku angielskim. Od numeru 13, wydanego w roku 2000, czasopismo ukazuje się w języku angielskim, przyjmując również artykuły w języku francuskim oraz niemieckim.
Czasopismo ukazuje się od 1988 roku. Redaktorem naczelnym w latach 1988-2014 był profesor Roman Sławiński. W roku 2015 redakcję rocznika przejął tymczasowo profesor Jerzy Zdanowski. Od roku 2016 redaktorem jest profesor Krzysztof Trzciński.
Z czasopismem współpracował m.in. profesor Andrzej Zajączkowski, który przewodniczył komitetowi redakcyjnemu rocznika.
Początkowo wydawcą rocznika było Wydawnictwo Naukowe Semper. Numery 11-28 wydane zostały przez Wydawnictwo Naukowe Askon. Od numeru 29 (2016) rocznik wydawany jest przez wydawnictwo Polskiej Akademii Nauk, we współpracy z fundacją Cultivate.